# 関東学生剣道連盟
関東学生剣道連盟(かんとうがくせいけんどうれんめい、通称：学連)は所在地が関東にある大学の学生による、大学剣道発展の為の組織である。本部は全日本学生剣道連盟内にあり、選手権大会を始めとした各種大会の運営、また、幹事会などの各種会議実施のため活動している。
学連員の構成は（東京大学・慶應義塾大学・早稲田大学・法政大学・明治大学・日本体育大学・拓殖大学・専修大学・日本大学・国士舘大学・東京女子体育大学・立教大学）から毎年1人ないし2人選出され、その中で幹事長と呼ばれる学生の責任者が選ばれる。また学連内には各種専門委員会が存在し、事業・総務・財務・審判・指導の5つがそれにあたる。

## 主催大会
- 関東学生剣道選手権大会 （5月 男子個人戦 於：日本武道館）
- 関東女子学生剣道選手権大会 （5月　女子個人戦 於：東京武道館）
- 関東学生剣道優勝大会 （9月 男子団体戦 於：日本武道館）
- 関東女子学生剣道優勝大会 （9月 女子団体戦 於：東京武道館）
- 新人戦 （11月or12月　　於：東京武道館）

　※男子・女子1・2年生による団体戦　　　　　　　　　　　　　
- 警視庁対関東学生剣道連盟親善試合（例年10月開催 於：警視庁武道館）
- 日韓学生剣道親善試合 （開催時期は韓国側と調整 日本・韓国で隔年開催）

## 関東学生剣道連盟と東京都学生剣道クラブ
関東学生剣道連盟とは別に東京都学生剣道クラブという組織が存在する。よく同じ組織のように扱われるが、両者は全くの別物である。本部の場所が同じ場所にあり、名前や活動が似ているためこうした現象が起きるものと思われる。